# Fondation Hamon
La Fondation Hamon est un projet abandonné de musée d'art contemporain sur l'île Saint-Germain à Issy-les-Moulineaux.

## Histoire
Le projet repose sur une donation de 192 toiles et sculptures de la part de Jean Hamon, mécène français ayant fait fortune dans la promotion immobilière[réf. souhaitée]. Cette donation est estimée à 7,5 millions d'euros. Son fonds fut stocké dans le château de Jean Hamon, à Bullion, dans les Yvelines. Jean Hamon est notamment l'un des constructeurs du quartier de la Défense et copropriétaire éphémère en 1990, avec le groupe Labeyrie, du cabaret parisien L'Alcazar[réf. souhaitée]. 
En 2001 est créé un syndicat mixte. Il est coprésidé par Charles Pasqua et André Santini, député-maire UDF d'Issy-les-Moulineaux. Ce syndicat mixte doit verser des frais de garde à Jean Hamon jusqu'en 2011 lorsque ce dernier révoque la donation.  
Finalement, la fondation sombre : le permis de construire est annulé après un recours engagé par les riverains et l'association de défense de l'environnement Val-de-Seine Vert[réf. souhaitée]. La gestion de la Fondation Hamon fait également l'objet d'une procédure judiciaire à l'issue de laquelle Charles Pasqua et André Santini sont condamnés, de même que huit autres prévenus. André Santini est relaxé en appel, Charles Pasqua étant quant à lui mort avant l'audience en appel.